# 上海丽都花园
丽都花园，简称：丽都（英文：Lido），又名：丽都舞厅（英文：Lido Garden Ballroom ）位于上海市静安区泰兴路和北京西路路口。此处豪宅建于1920年代初，由数栋建筑组成。第一轮屋主是安徽程谨轩的长孙程贻泽。丽都花园内有大型的游泳池、弹子房等游乐设施，被当时上海人称为海上第一豪宅。1930年代初，程霖生投机失败，此豪宅转手给了镇海桕墅方家。
1960年，上海市政协文化俱乐部迁入丽都花园内的三层洋楼。1977年12月，市政协机关迁入。1987年后，丽都花园内新建20层的新大楼，机关迁入。至2010年代，三层洋楼依旧是文化俱乐部所在。

## 建筑
丽都花园在1930年代由住宅转变为娱乐、餐饮场所。当时，建有高大的水泥外墙。大门入口左手边是办公接待室，接待室后面是露天游泳池，游泳池后面有一幢洋房，供客人休息和换装用。大门右手边是西式花园，有喷泉。
中间大路两侧有整齐的灌木树丛。大路左边是三层的丽都大饭店。原为程贻泽住宅楼，内有西餐厅、酒吧、茶室咖啡厅等。右边是丽都舞厅，舞厅内有恒温空调。大路后可见一座高大的西式喷泉。最后是露天大舞池。舞池直径约50米，彩色水磨石子地面，少许低于平地。前有乐队演奏的乐台。以每年春夏秋季的露天花园舞会，闻名上海滩。

## 第一轮屋主
上海开埠后，从安徽来的程谨轩以木匠手艺混迹于上海租界，后很快成为上海滩华人房地产巨商，人称“沙（逊）哈（同）之下，一人而已”。他去世时估计其遗产“值1000余万两”。1929年西方世界经济危机波及上海金融市场。程谨轩去世后，财产由次子程霖生和长孙程贻泽接管，因叔侄俩平时挥霍无度，加上程霖生标金投机失败，最终破产。根据1931年负债清理的帐目，程氏房地产抵押的负债14,377,596两，信用借款负债6,315,261两，合计20,692,857两之巨:249-257。
根据1931年程家的破产清理记录，前三名债权人是：第一、苏州程氏家族的福源钱庄，约2,554,799两；第二、方氏（桕墅方家）同安公司，约1,926,054两；第三、四明银行，约1,199,587两。:255-257
在程氏叔侄的破产清理中，南京西路的德义大楼及其北面的石门二路41弄（旧称王家沙花园）整个产业归福源钱庄接受（福源钱庄转卖给中国银行）。程贻泽在北京西路泰兴路口的豪宅（丽都花园）归桕墅方家的同安公司接受，同安公司是由方季扬、方哲民和方作舟为首的方氏家族地产公司。程霖生在南京西路常德路口的住宅程霖生公馆归四明银行接受（四明银行转卖给华侨银行）。南京西路1522弄花园住宅34幢由债权团转卖给振华纱厂老板薛文泰。:252

## 第二轮屋主

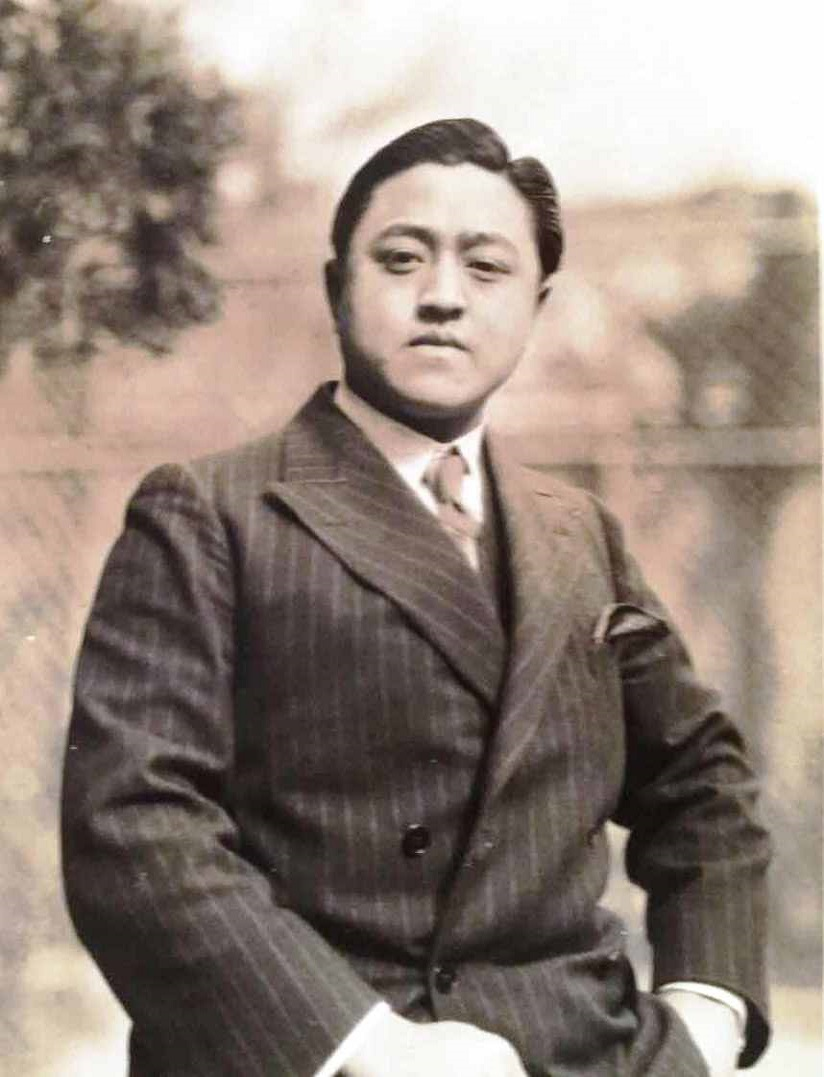
桕墅方家旅沪第五代、安康钱庄董事长方哲民（摄于1910年代）。方氏家族（桕墅方家）共42家钱庄

旅沪宁波镇海桕墅方家是上海九大钱庄资本家族集团之首。家族以钱庄为核心还在航运、地产、银行、银楼、皮革、化工、日化、轻工、钢铁、无线电、百货公司等领域扩展。桕墅方家接受丽都花园后，内部股权比例分配如下：
1. 安康因记庄（桕墅方家钱庄）14.66%
2. 安裕源记庄（桕墅方家钱庄）37.34%
3. 方季记（桕墅方家）38%
4. 方传樑（桕墅方家成员）1.5%
5. 方和德堂（桕墅方家）3%
6. 李韩记（桕墅方家亲家，小港李家李祖韩）5.5%

方氏接受了此豪宅后并没有搬进去住，而是直接租给他人（一直到1956年公私合营为止）。因此外界，包括被认为最权威、最完整《杜月笙传》的作者章君谷先生，都误认为承租丽都花园的高仁远是该房产的拥有者。高仁远（即高鑫宝）是杜月笙的门徒，他租下此豪宅后创办了丽都公司。如下是1936年7月26日，高仁远的丽都公司租下方氏豪宅后，在《申报》上做的广告原文（繁体）
|  | 本埠麗都公司，自租得愛文義路（注：今北京西路）麥特赫司脫路（注：今泰兴路）某巨宅後，就原有庭園，從事改裝，並將一部隙地，新建舞廳游泳池。經專家設計，一切布置皆別出心裁。聞內容將分數大部，如花園、西菜、舞廳、家室、舞池、游泳池等，應有盡有，堪稱首屈一指。籌備以來，日夜趕工，時屆夏令，為應各界需要起見，游泳池將先行開放。並聞巳請滬上聞人行開幕禮，屆時當有一番盛况。 |

丽都花园的特色是拥有游泳池、中西餐饮和室内外舞厅。1930年代后期至1940年代末，她的舞厅是上海最著名的五大舞厅之一（百乐门、仙乐斯、米高美、丽都舞厅和五层楼）。丽都花园除了经营游乐餐饮生意外，也是上海滩政界和名流聚集的场所。如蒋介石60寿辰筹备委会、蒋经国、张治中将军、陈副院长（立夫）等政要都在丽都办过聚会。社会名流如上海商界著名家族小港李家夫人的大寿、浙江富商章荣初先生的公子章志鸿的婚礼、杜月笙四个儿子的婚礼（其中老五杜维翰娶严信厚曾孙女严仁芸）和他自己的60大寿也都在丽都举办。
丽都花园还为义捐和慈善机构提供场所，如民国30年9月10日，为难童教养院捐款的舞会，舞会上被聘请全沪上红星参加义务伴舞。民国35年3月9日，市妇女会举行茶舞会，来宾500多位，舞会收入捐助给贫苦妇女。民国35年10月31日，苏北难民救济协会在丽都花园召开，捐款数目达20亿多等等。“八一三”淞沪会战期间，丽都花园提供给中国红十字会做临时伤兵医院。

## 公私合营
1949年中华人民共和国成立，丽都花园先后改为上海市静安区文化俱乐部、上海市政协文化俱乐部。1960年，市政协文化俱乐部从茂名南路58号迁入丽都花园的三层洋楼内。当时，文化俱乐部接待对象仅限被指定为员的上海文化和其他各界少数上层人士。大致须具备几种身份：全国政协委员和全国人大代表，上海市政协委员和人大代表，上海市属各区政协的正副主任（席）及秘书长；各民主党派、人民团体（包括文联、作家协会等）市级机构理事（委员）以上的领导成员；拥有三级（或二级）以上技术职级的高级专业人员如教授、医师、工程师、艺术家等；市政府参事室的参事等等。方家作为丽都花园的股东身份沿继至1966年为止。
1977年12月，第五届上海市政协机关搬到此处办公，当时门牌号为泰兴路306号。1978年10月，市政协机关启用北京西路840号新门牌。1985年，在丽都花园内，以原市政协大礼堂地基兴建21层（地上20层、地下1层）办公大楼。1987年竣工，市政协机关迁入。1987年10月起，市政协进入大门门牌改为北京西路860号。市政协文化俱乐部仍留于三层洋楼。

## 争议

1946年3月16日杜月笙两公子在丽都花园里的婚礼。（从左至右）杜维宁、陈庆珍夫妇，杜维翰、严仁芸夫妇

- 《申报》1946年3月17日（民国1935年）星期日，第一张（三），报道杜月笙两位公子在丽都花园举办婚礼的新闻。

- 戴以谦（戴笠亲侄孙）原军统东南办事处机要秘书，根据凤凰卫视在采访他时所作的笔录，“1946年3月17日上午，戴以谦像往常一样接到了戴笠密电，告知当日返回上海，参加杜月笙儿子的婚礼，得知上海天气不好，戴笠命人给飞机加满了油，还外带了400加仑油料。[18]”疑点：《申报》报道杜月笙两位公子在1946年3月16日举行婚礼（17日新闻见报），但戴以谦回忆戴笠是在1946年3月17日回上海参加杜的两位儿子婚礼。

- 赵新（戴笠座机飞行员），曾在1988年出版的《文史资料选编》上发表的《戴笠摔死前后》一文中提到，他当年原定担任戴笠飞往上海专机的驾驶员，却临时遭到撤换。赵新称，“1946年3月15日，他照例到值班室看飞行任务派遣牌，牌上写：「222号专机，起飞时间：3月16日上午8时。航线：北平／天津／南京／上海。飞行员：赵新，冯俊忠，3月16日上午7时前做好飞行准备。」翌晨（16日），他先搭乘吉普车驰往西郊机场，仔细检查飞机，确认状况良好，就在记录簿签字交给机务员。当他踏进机舱，才确认乘客就是戴笠，随行还有军统局人事处处长龚仙舫、专员金玉坡、翻译马佩衡、副官徐粲等人。[19]”疑点：赵新回忆戴笠是在3月16日空难，但史料记载是在1946年3月17日。

## 趣闻
- 丽都花园为毛泽东的“内片”摄制组提供场地。1976年5月初，为了给病重的毛泽东看“内片”（传统剧目[4]），遵照北京的指示，上海成立了“内片”摄制组。摄制组负责人选中了有花园、游泳池、办公楼、放映厅的与世隔绝的丽都花园作为上海拍摄地点。不到半年的时间，在丽都花园里摄制组完成了二十多部“内片”的摄制。“内片”的摄制工作，随着毛泽东1976年9月9日的去世而停止。[20][4]

- 著名作家树棻先生，在《上海滩民俗记趣》丛书里发表的《丽都花园中的婚礼》一文中回忆到：1941年秋季，他的二叔长女嫁给了常熟八大望族“翁、庞、杨、纪、归、言、曲、蒋”中的杨氏家族成员。那天婚礼是在上海的丽都花园举办的，他是当天的“拉纱童子”。婚礼上引人注目的是上海英籍犹太裔富豪哈同的长子——乔治•哈同当了男傧相，同时中国棉纱大王荣宗敬的幼女荣立赉当了女傧相。[21]

- 桕墅方家后人方曾亮先生在接受媒体采访时说：丽都舞厅开幕那天，为了与百乐门开幕式别苗头，高老板通过方家邀请到了工部局最高行政首脑——费信惇总裁（Stirling Fessenden）参加；开幕式还邀请到了上海警备司令杨虎司令、汇丰银行上海滩第一大买办席家的席德懋、上海市商会主席王晓籁、杜月笙等社会名流。丽都花园舞厅开幕仪式丝毫不逊色于百乐门。[22]

- 1930年代，上海滩舞厅已经数不胜数，其中最有名气的四家舞厅是百乐门、大都会、仙乐斯和丽都。这四家是当时国内最顶级的舞厅，它们雇佣的爵士乐队都是一流的。如先后服务于大都会舞厅和丽都花园舞厅的唐乔司乐队、仙乐舞厅的罗平乐队、米高美的康托莱拉斯乐队。尤其是唐乔司乐队，每晚都由“亚美”公司直播现场，上海市民通过收音机，可在家中欣赏他们演奏的爵士乐。[23]